# Kingston (Nouvelle-Écosse)
Pour les articles homonymes, voir Kingston.
Kingston est un village dans la vallée d'Annapolis dans le comté de Kings en Nouvelle-Écosse, au Canada.
Appelée à l'origine Kingston Station, la ville était située sur la ligne du Dominion Atlantic Railway entre Halifax et Yarmouth

## Personnalités
- Ernest H. Armstrong (1864-1946), ancien premier ministre de Nouvelle-Ecosse, né à Kingston.